# Люксембург (графство)
Графство Люксембург — государство, основанное Зигфридом в 954 году. В 1354 году император Священной Римской империи Карл IV возвёл графство Люксембург в статус герцогства.

## Этимология
Первоначально Люксембург называли Лутцебург. С 963 года известно название Люцлинбургус, а с 1125 года Lucelenburgensis en opidum et castrum Luxelenburgensis. Название Люксембург состоит из двух слов немецкого происхождения: лутила (маленький) и бург (замок). В позднее Средневековье под влиянием французского языка государство стали называть Люксембург.

## История
Первоначально Люксембург был лишь фортом возле рек Зауэр и Альзет. В 963 году Зигфрид заложил на этом месте замок. Вскоре аббатства Ставело и Эхтернах присоединяются к Люксембургу. В 1136 году умер последний Вигерихид, Конрад II. Люксембург унаследовал Генрих IV Слепой, граф Намюра.
После смерти Генриха IV на престол претендовали Эрмезинда и Филипп. Окончательным исходом этой борьбы стал достигнутый компромисс в 1199 году. Филипп получал Намюр, а Эрмезинда и её муж Тибо графство Люксембург. После смерти Тибо Эрмезинда вышла замуж за Валерана III. Её сын, Генрих V Белокурый, наследовал Арлон.
В 1312 году Генрих VII, ставший императором Священной Римской империи, значительно укрепил позиции Люксембурга. Его сын, Иоанн Люксембургский, женился на дочери чешского короля Елизавете. В 1354 году император Карл IV возвёл графство Люксембург в статус герцогства. Первым герцогом стал его единокровный брат Венцель. В 1443 году герцогство Люксембург было подчинено герцогами Бургундии, войдя в состав Бургундского государства.